# Davallodes
Davallodes, biljni rod iz porodice davalijevki (Davalliaceae). Pripada mu 14 vrsta iz tgropske i suptropske Azije.
Rod je opisan u Philippine Journal of Science 3(1): 33. 1908.

## Vrste
1. Davallodes beddomei (C.Hope) M.Kato & Tsutsumi
2. Davallodes borneensis (Hook.) Copel.
3. Davallodes chingiae Ching
4. Davallodes grammatosorum Copel.
5. Davallodes hirsuta (C.Presl) Copel.
6. Davallodes hymenophylloides (Blume) M.Kato & Tsutsumi
7. Davallodes membranulosa (Wall. ex Hook.) Copel.
8. Davallodes novoguineensis (Rosenst.) Copel.
9. Davallodes pulchra (D.Don) M.Kato & Tsutsumi
10. Davallodes seramensis M.Kato
11. Davallodes squamata (Decne.) Mazumdar
12. Davallodes urceolata Copel.
13. Davallodes viscidula (Mett.) Alderw.
14. Davallodes yunnanensis (Christ) M.Kato & Tsutsumi

## Sinonimi
- Araiostegia Copel.; Philipp. J. Sci. 34: 240 (1927)
- Katoella Fraser-Jenk.; Ferns Fern-Allies Nepal 1: 33 (2015)
- Microlepia sect.Davallodes Copel.; Polyp. Philipp. 55 (1905)
- Davallia sect.Davallodes (Copel.) Tsutsumi & M.Kato; Taxon 65(6): 1246 (2016)